# Marek Czajkowski (sportowiec)

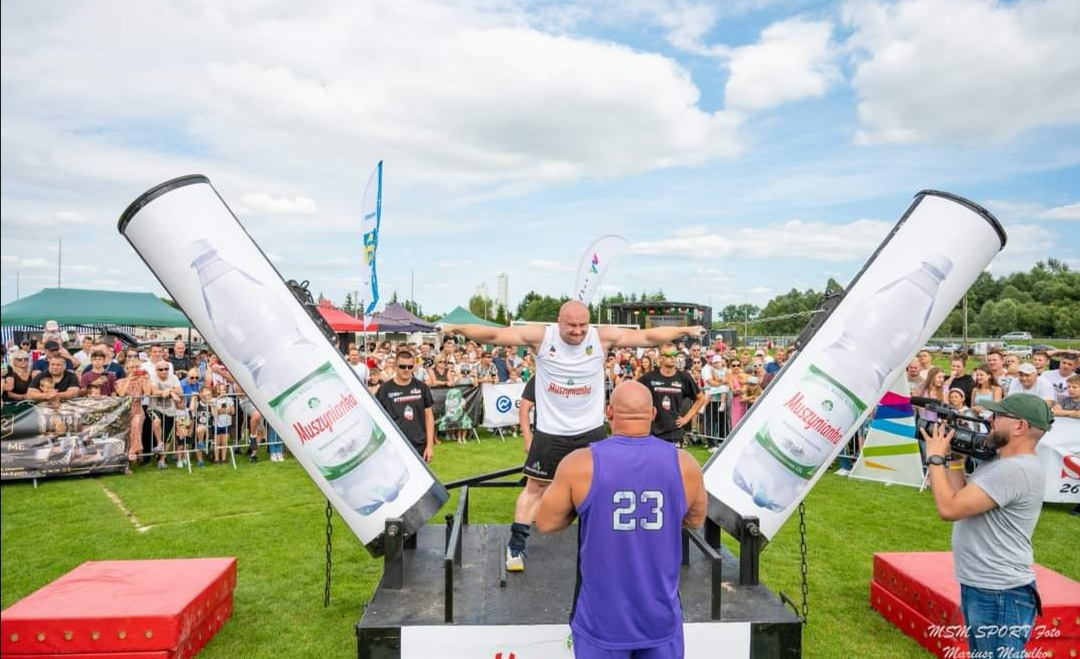
Marek Czajkowski w Uchwycie Herkulesa

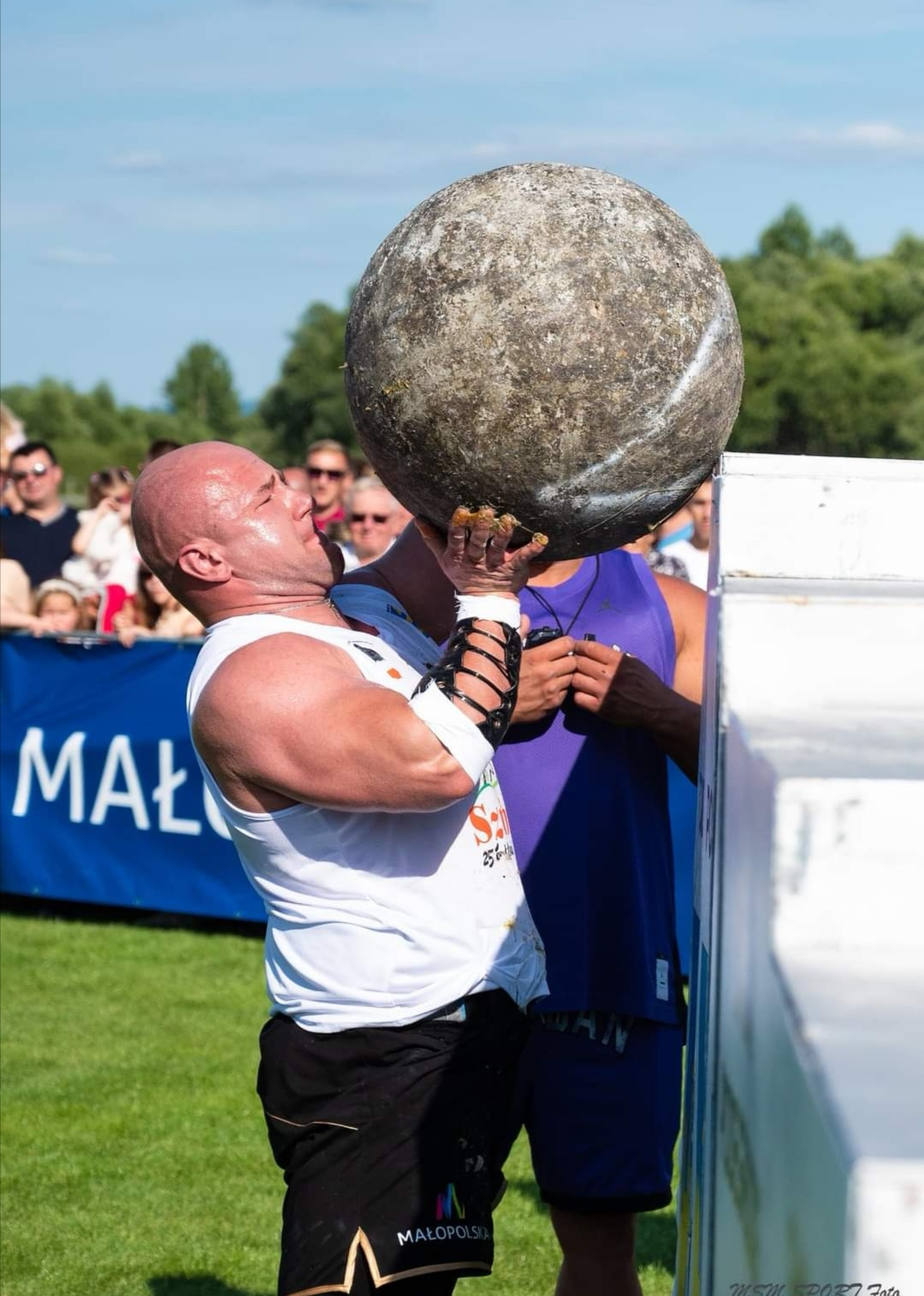
Marek Czajkowski w Załadunku kul

Marek Czajkowski (ur. 10 grudnia 1992 w Białymstoku) – polski strongman.
Mistrz Polski Strongman 2022 i 2023. Trzeci Polak w historii, który wycisnął nad głowę 200 kg w belce szkockiej. Mistrz Europy U105 (2018, 2019). Drużynowy Mistrz Świata U105. Mistrz Świata  w wyciskaniu belki szkockiej nad głowę w kategorii do 125 kg. Brązowy medalista Mistrzostw Europy Official Strongman Games w Anglii. Zwycięzca cyklu 10 europejskich imprez Viking European Strongman Cup.

## Życiorys
Absolwent VIII Liceum Ogólnokształcącego im. Króla Kazimierza Wielkiego w Białymstoku. Studiował i ukończył mechanikę i budowę maszyn na Politechnice Białostockiej. W wieku 15 lat rozpoczął treningi siłowe połączone z zapasami. W 2016 roku został Akademickim Mistrzem Polski w Trójboju Siłowym. W 2014 roku zadebiutował na amatorskich zawodach strongman. Treningi strongman rozpoczął w 2017 r. W 2019 r. zdobył tytuł Mistrza Polski Strongman w kategorii wagowej U105 kg. W 2022 r. zdobył tytuł Mistrza Polski Strongman Open. Trzykrotnie nagrodzony przez Prezydenta Miasta Białegostoku nagrodą w kategorii "Najlepszy Sportowiec Roku".

## Osiągnięcia strongman

### 2017
- Mistrzostwa Polski Strongman U105 – 2. miejsce, Kietrz, 2017[12]
- Drużynowe Mistrzostwa Europy Strongman U105 – 1. miejsce, Zaporoże, Ukraina, 2017[13]
- World Strongest Man U105 – Finał – 9. miejsce, Północna Karolina USA, 2017[14]
- Europe Strongest Man U105 – Finał – 6. miejsce, Belfast, Irlandia, 2017[15]

### 2018
- Puchar Narodów Strongman – 4. miejsce, Białystok, 2018[16]
- Drużynowe Mistrzostwa Świata Strongman U105 – 1. miejsce, Nowa Kachowka i Melitopol, Ukraina, 2018[17]
- Mistrzostwa Europy Strongman U105 – 1. miejsce, Opole, 2018[18]
- Drużynowe Mistrzostwa Europy Strongman U105 – 2. miejsce (kontuzja), Melitopol, Ukraina, 2018[19]
- Mińsk Open Cup Strongman – 3. miejsce, Mińsk, Białoruś. 2018[20]
- Mistrzostwa Polski Strongman Open – 11. miejsce, Gdańsk, 2018[21]

### 2019
- Mistrzostwa Polski Strongman U105 – 1. miejsce, Tykocin, 2019[9]
- Mistrzostwa Europy Strongman U105 – 1. miejsce, Białystok, 2019[22]
- Pojedynek Strongman „Młode wilki vs gwiazdy TVN” – zwycięstwo, Mikołajki, 2019[23]
- Pojedynek Strongman Polska vs Ukraina – zwycięstwo, Szumowo, 2019[24]
- Puchar Narodów Strongman – 4. miejsce, Zambrów, 2019[25]
- World Strongman Championship U110 – Finał – 7. miejsce, Khust, Ukraina, 2019[26]
- Pojedynek Strongman Polska vs Ukraina – przegrana, Czerniowce, Ukraina, 2019[27]

### 2020
- Mistrzostwa Polski Strongman U105 – 2. miejsce, Świebodzin, 2020[28]
- Puchar Narodów Strongman- 4. miejsce, Toruń, 2020[29]
- Mistrzostwa Polski Strongman Open – 5. miejsce, Inowrocław, 2020[30]
- Arnold Strongman Amateur World Series – 2. miejsce, Białystok, 2020[31]
- Puchar Narodów Strongman – 4. miejsce, Gniewkowo, 2020[32]

### 2021
- Mistrzostwa Polski Strongman U110 – 1. miejsce, Świebodzin, 2021[33]
- Mistrzostwa Polski Strongman w parach – 2. miejsce, Białystok, 2021[34]
- Najlepsi z Najlepszych Strongman – 1. miejsce, Augustów, 2021[35]
- World Strongman Championship U110 – 5. miejsce (kontuzja), Khust, Ukraina, 2021[36]
- World Cup Strongman – 6. miejsce, Teriberka, Rosja, 2021[37]

### 2022
- Mistrzostwa Polski Strongman Open – 1. miejsce, Białystok, 2022[38]
- Pojedynek Gigantów Strongman – 1. miejsce, Mikołajki, 2022[39]
- Międzynarodowy Puchar Polski Strongman – 1. miejsce, Międzyzdroje, 2022[40]
- Międzynarodowy Puchar Polski Strongman – 2. miejsce, Nowy Tomyśl, 2022[41]
- Międzynarodowy Puchar Polski Strongman – 1. miejsce, Krotoszyn, 2022[42]
- Najlepsi z Najlepszych Strongman – 1. miejsce, Gniewkowo, 2022[43]
- Mistrzostwa Polski Strongman w Parach – 3. miejsce, Inowrocław, 2022[44]
- Pojedynek Gigantów Strongman – 1. miejsce, Sulmierzyce, 2022[45]
- Puchar Narodów Strongman – 1. miejsce, Dzierzgoń, 2022[46]
- Puchar Narodów Strongman – 1. miejsce. Augustów, 2022[47]

### 2023
- Mistrzostwa Polski Strongman Open – 1. miejsce, Inowrocław[48]
- Puchar Świata Strongman Open – 2. miejsce, Pekin, Chiny[49]
- Mistrzostwa Polski w wyciskaniu belki nad głowę – 1. miejsce, Gdańsk[50]
- Mistrzostwa Świata w wyciskaniu belki nad głowę – 1. miejsce, Southampton, Anglia[51]
- Puchar Europy Strongman – 1. miejsce, Białystok[52]

### 2024
- Mistrzostwa Polski w wyciskaniu belki nad głowę – 1. miejsce, Kosakowo[53]
- Zwycięzca cyklu 10 imprez Viking European Strongman Cup z finałem w Białymstoku – 1. miejsce, Białystok[54]
- Mistrzostwa Europy Official Strongman Games – 3. miejsce, York, Anglia[55]
- Mistrzostwa Polski Strongman Open – 2. miejsce, Inowrocław[56]

## Wymiary
- Waga: 130 kg
- Wzrost: 181 cm
- Biceps: 52 cm
- Udo: 79 cm
- Klatka piersiowa: 141 cm

## Rekordy życiowe
- Przysiad ze sztangą: 365 kg
- Wyciskanie leżąc: 230 kg
- Martwy ciąg: 380 kg
- Wyciskanie belki nad głowę: 200 kg
- Wyciskanie hantla jednorącz nad głowę: 132 kg